# Sarah Conrad
Sarah Conrad (* 9. März 1985 in Halifax) ist eine kanadische Snowboarderin. Sie startet in der Halfpipedisziplin.
Conrad nahm seit 2002 an Weltcuprennen teil. Ihre beste Platzierung erreichte sie am 9. März 2008 im kanadischen Wintersportgebiet Station touristique Stoneham mit einer Silbermedaille.
Conrad nahm 2006 und 2010 für Kanada an den Olympischen Winterspielen teil.

## Erfolge
Saison 2005/06
- Teilnahme an den Olympischen Winterspielen 2006

Saison 2007/08
- 2. Platz: Snowboard-Weltcup 2007/08 am 9. März 2008 in Stoneham

Saison 2008/09
- 3. Platz: Snowboard-Weltcup 2008/09 am 21. März 2009 in Valmalenco

Saison 2009/10
- Teilnahme an den Olympischen Winterspielen 2010